# NGC 3109
NGC 3109 je malá nepravidelná galaxie vzdálená 4,5 až 4,9 milionu světelných let v souhvězdí Hydry. Je součástí Místní skupiny galaxií.